# V-1
A Fieseler Fi 103, também conhecida por Vergeltungswaffe 1 e FZG-76, mas mais conhecida pela sigla V-1, é uma bomba voadora, sendo o primeiro míssil de cruzeiro moderno  usado em tempo de guerra. Mais de 8000 unidades foram lançadas só contra Londres, tendo muitas outras cidades nas ilhas britânicas e no continente europeu sofrido ao ser alvo da bomba.

## História
A V-1 foi desenvolvida pela Força Aérea (Luftwaffe) alemã durante a Segunda Guerra Mundial e foi utilizada entre junho de 1944 e março de 1945. Foi empregue para atacar alvos no sudeste da Inglaterra e Bélgica, principalmente as cidades de Londres e Antuérpia. A primeira bomba V-1 atingiu Londres em 13 de Junho de 1944.
As V-1 eram lançadas de sítios ao longo do Canal da Mancha (Pas-de-Calais) e da costa neerlandesa até terem sido subjugadas pelas forças aliadas. No entanto, logo que os aliados capturaram os pontos onde se concentravam os lançadores, os alemães recorreram aos aviões da Luftwaffe, tendo adaptado a V-1 para poder ser lançada a partir de bombardeiros Heinkel He 111/H-22. Os bombardeiros lançaram um total de 1 176 bombas voadoras V-1 desta forma. A V-1 recebeu mais tarde a ajuda do foguete V-2, mais sofisticado.
Os ingleses deram-lhe o apelido de "bomba zumbidora" ou buzz bomb (Doodlebug), devido ao som que produzia. Era facilmente identificável e sabia-se que havia uma chegando com facilidade. O seu motor era desligado assim que acabava o combustível, logo a força aérea alemã não conseguia determinar o local da queda da V-1.
|                             |                                                 |                                                 |                        |
| Uma V-1 sendo transportada. | Em rosa, bases de lançamento na Europa ocupada. | Uma base de lançamento na França no pós-guerra. | Uma V-1 sobre Londres. |

## Versão tripulada

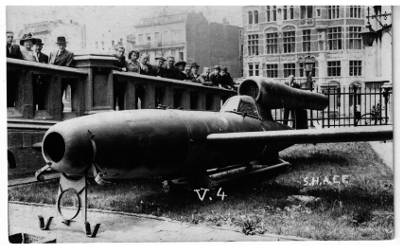
Uma Fieseler Fi 103R (Reichenberg).

Foi criada uma versão tripulada para ataques suicidas do Esquadrão Leónidas. Denominada Fieseler Fi 103R (Reichenberg), esta versão acabou não entrando em uso.

## Eficácia
O curso da V-1 era guiado um giroscópio e uma bússola magnética, e a altitude era controlada por um simples altímetro barométrico; como consequência, estava sujeita a erros de trajetória. A bomba obteve um sucesso mediano. Como voava em linha reta e a velocidade constante, era relativamente fácil abatê-las com canhões. Além disso, assim que alguma V-1 aparecia na tela dos radares ingleses, a RAF mandava seus interceptores Gloster Meteors derrubá-las. Quando tudo isso falhava, os pilotos usavam as asas de seus aviões para desviar o curso do míssil e fazê-lo cair em lugar seguro. Foram esses fracassos que obrigaram os alemães a recorrer aos V-2.
|                                                                         |                                                                       | |
| Um conjunto Mistel combinando uma V-1 transportada por um Arado Ar 234. | Danos causados por uma V-1 numa cidade belga em 5 de Janeiro de 1945. | Um Spitfire, pilotado por Kenneth Roy Collier em 23 de Junho de 1944, perseguindo uma bomba voadora e tentando desviá-la com sua asa |

## Características
| Comprimento total | 7,90 m   |
| Envergadura       | 5,38 m   |
| Peso na decolagem | 2 150 kg |
| Combustível       | 550 kg   |
| Carga explosiva   | 830 kg   |
| Velocidade máxima | 644 km/h |
| Alcance           | 230 km   |

|                        |              |                       | |
| Vista em corte da V-1. | Três vistas. | sistema de orientação | Lançamento de uma réplica da V-1 no Classic Fighters Omaka Airshow (Blenheim, Nova Zelândia, 5 de Abril de 2015). |